# Condado de Clermont
El condado de Clermont es uno de los 88 condados del estado estadounidense de Ohio. La sede del condado es Batavia, y la ciudad más poblada es Milford. El condado posee un área de 1.185 km² (de los cuales 15 km² están cubiertos por agua), la población es de 177.977 habitantes y la densidad de población de 152 hab/km² (según el censo nacional de 2000). Este condado fue fundado el 6 de diciembre de 1800.